# 1903 en science-fiction
| Années de la science-fiction : 1900 - 1901 - 1902 - 1903 - 1904 - 1905 - 1906    |
| Décennies de la science-fiction : 1870 - 1880 - 1890 - 1900 - 1910 - 1920 - 1930 |

L'année 1903 est marquée, en matière de science-fiction, par les événements suivants.

## Naissances et décès

### Naissances
- 3 janvier : René Brantonne, illustrateur et dessinateur de bande dessinée français, mort en 1979.
- 21 mai : Manly Wade Wellman, écrivain américain, mort en 1986.
- 25 juin : George Orwell, écrivain et journaliste britannique, mort en 1950.
- 10 juillet : John Wyndham, écrivain britannique, mort en 1969.
- 14 octobre : Gaston Boca (pseudonyme de Gaston Bocahut), écrivain français, mort en 2000.

## Prix
La plupart des prix littéraires de science-fiction actuellement connus n'existaient alors pas.

## Parutions littéraires

### Romans
- Force ennemie par John-Antoine Nau.
- Le Paradis de l'homme, roman des temps prochains par Marc Andiol.

### Nouvelles
- L'Ombre et l'Éclair par Jack London.